# Fran Adamič
Fran Adamič, slovenski učitelj in skladatelj, * 4. september 1830, Ljubljana, † 22. december 1877, Šmartno pri Litiji.
Rodil se je očetu Antonu in materi Mariji (roj. Kopač).
Adamič je ljudsko šolo in tri razrede gimnazije ter učiteljsko pripravnico  obiskoval v Ljubljani, kjer se je učil tudi glasbe, za katero je že zgodaj kazal veliko nadarjenosti. Kot učitelj je služboval v Škofji Loki in v Šmartnem pri Litiji. Tu je leta 1872 ustanovil čitalnico. Skladati je pričel 1845 še kot dijak. Med sošolci je ustanovil kvartet, ki je pel njegove skladbe. Zložil je precejšnje število cerkvenih skladb, šolskih pesmi in svetnih zborov. Nekaj izmed teh je bilo objavljenih v tisku, par cerkvenih pesmi pa se nahaja v zbirkah, npr. v Kogojevi zbirki Marijinih pesmi, v Sicherl-Premrlovi zbirki Velikonočnih pesmi. Adamičeve skladbe so krepke, izrazite v melodiji in tudi v harmoničnem in oblikovnem oziru zelo solidne.